# Syndrome de Schnitzler
 Mise en garde médicale
Le syndrome de Schnitzler est une maladie rare, définie par l'association d'une urticaire chronique, d'une fièvre intermittente, de douleurs osseuses, d'arthralgies ou d'arthrites et d'une gammapathie IgM monoclonale.
Ce syndrome a été décrit la première fois en 1972 par le Professeur Liliane Schnitzler, dermatologue française. Le diagnostic nécessite la présence de l'urticaire chronique et d'une IgM monoclonale ainsi que d'autres critères cliniques ou radiologiques. Le traitement est difficile et peu efficace. Il semble être largement sous-diagnostiqué.

## Évolution
Le risque principa est l'évolution vers une hémopathie maligne, souvent de type maladie de Waldenström.

## Traitement
L'anakinra donne de bons résultats thérapeutiques chez les patients les plus affectés. Le canakinumab améliore les symptômes et la qualité de vie,.